# Florian Stadler

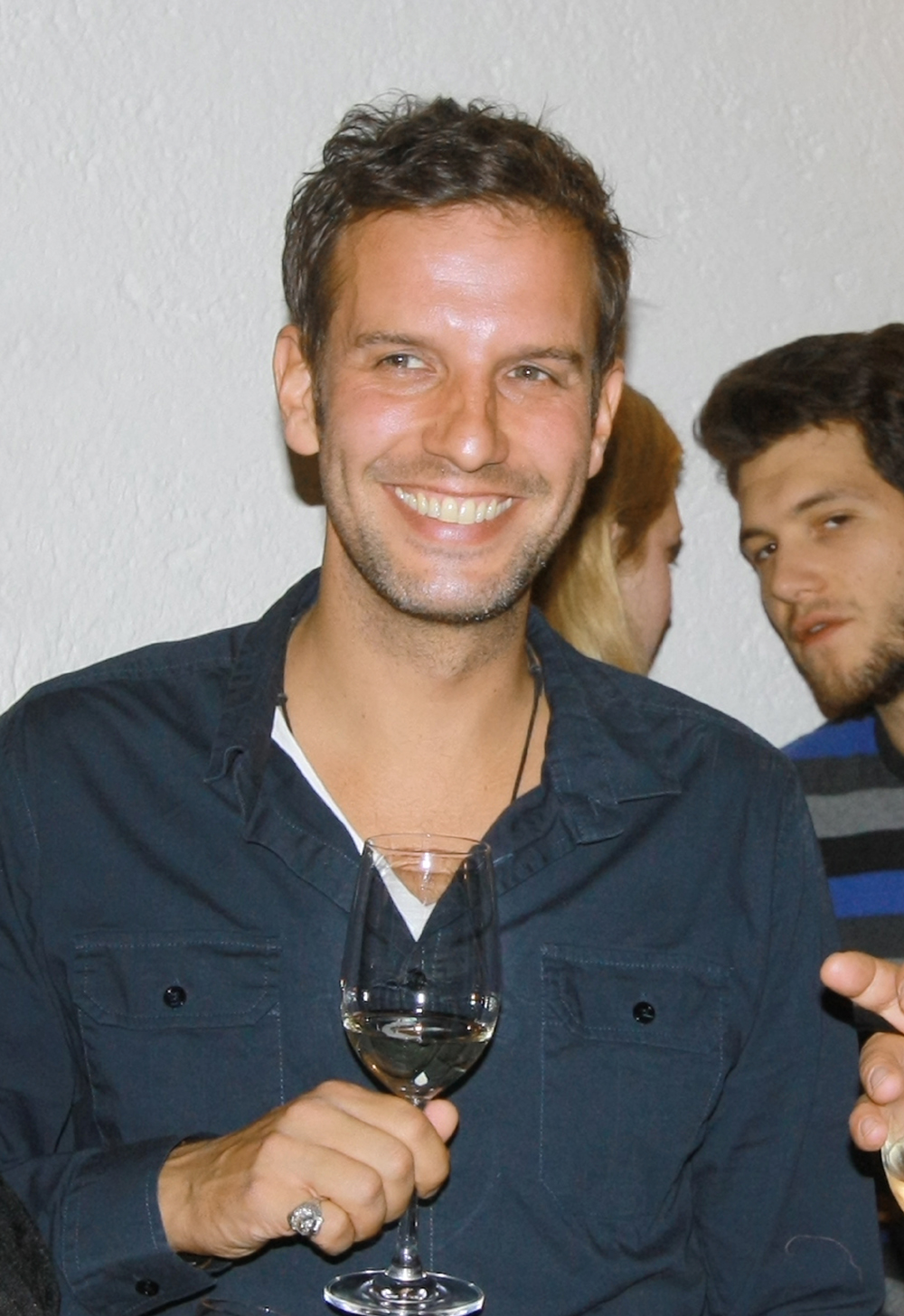
Florian Stadler (2011)

Florian Stadler (* 20. Juli 1973 in Augsburg) ist ein deutscher Schauspieler.

## Leben und Karriere
Seine Schauspielausbildung absolvierte Stadler von 1995 bis 1998 an der Neuen Münchner Schauspielschule. In den Jahren 1998 und 2006 spielte er am Kleinen Theater – Kammerspiele Landshut, von 1999 bis 2004 an der Schauburg in München, 2005 am Staatstheater am Gärtnerplatz in München und am Theater der Jungen Welt in Leipzig, 2006 beim Jungen Ensemble Stuttgart und 2007 am Kammertheater Karlsruhe. Auch sah man ihn 2004 bei den Carl-Orff-Festspielen in Andechs, 2005 bei den Schlossfestspielen Ettlingen und 2006 bei den Festspielen Heppenheim.
Seit 2003 ist Stadler auch als Schauspieler vor der Kamera tätig und wirkte seitdem in mehreren Filmen und Fernsehserien mit. Von November 2008 (Folge 726) bis Juni 2018 (Folge 2937) verkörperte er die Rolle des Fitnesstrainers Nils Heinemann in der ARD-Telenovela Sturm der Liebe. Im Juli 2019 kehrte er für einen Gastauftritt in die Serie zurück. In der Serie Dahoam is Dahoam verkörperte er von November 2020 bis August 2021 den Großinvestor Thomas Winkler.
Stadler lebt in München.

## Filmografie
- 2003: Um Himmels Willen (Fernsehserie, 1 Folge)
- 2004: Alles wie immer (Kurzfilm)
- 2005: Hausmeister Krause – Ordnung muss sein (Fernsehserie, 1 Folge)
- 2006: SOKO München (Fernsehserie, 1 Folge)
- 2007: SOKO Wien (Fernsehserie, 1 Folge)
- 2008–2018, 2019: Sturm der Liebe (Fernsehserie)
- 2009: Der Bergdoktor (Fernsehserie, 1 Folge)
- 2010: Die Tochter des Mörders
- 2012: Die Garmisch-Cops (Fernsehserie, 1 Folge)
- 2013: Tödliche Versuchung
- 2014–2023: Die Rosenheim-Cops (Fernsehserie, 4 Folgen, verschiedene Rollen)
- 2015: Weißblaue Geschichten (Fernsehserie, 1 Folge)
- 2017: Der Polizist, der Mord und das Kind
- 2018: Hubert und Staller (Fernsehserie, 1 Folge)
- 2019–2022: Policie Modrava (Fernsehserie, 16 Folgen)
- 2019: Hartwig Seeler – Gefährliche Erinnerung
- 2020: Fraueng’schichten (Fernsehserie, 2 Folgen)
- 2020–2021: Dahoam is Dahoam (Fernsehserie, 163 Folgen)
- 2021: Watzmann ermittelt (Fernsehserie, 1 Folge)
- 2022: Aktenzeichen XY … ungelöst (TV-Reihe, 1 Folge)
- 2024: Frühling: Blick ins Morgen (Fernsehfilmreihe)

## Theater (Auswahl)
- 1998: kleines theater – Kammerspiele Landshut: Rose und Regen, Schwert und Wunde (Rolle: Lysander)
- 1999–2004: Schauburg München, Festes Ensemblemitglied
- 2004: Carl-Orff-Festspiele Andechs: Die Bernauerin (Rolle: Herzog Albrecht)
- 2005: Theater der Jungen Welt Leipzig: Monsieur Ibrahim und die Blumen des Koran (Rolle: Momo)
- 2005: Staatstheater am Gärtnerplatz München: Carmen (Rolle: Lillas Pastia)
- 2005: Schlossfestspiele Ettlingen: Die Zähmung der Widerspenstigen (Shakespeare) (Rolle: Lucentio)
- 2006: Junges Ensemble Stuttgart: Macbeth (Shakespeare) (Rolle: Duncan / Malcom)
- 2006: kleines theater – Kammerspiele Landshut: Nora oder Ein Puppenheim (Rolle: Dr. Rank)
- 2006: Festspiele Heppenheim: Die deutschen Kleinstädter (Rolle: Hr. Olmers) / Der Widerspenstigen Zähmung (Shakespeare) (Rolle: Lucentio)
- 2007: Kammertheater Karlsruhe: Bezahlt wird nicht! (Rolle: Luigi) / Mama wird ein Superstar (Rolle: Ketschensteiner)
- 2018: Komödie im Bayerischen Hof München: Was dem einen recht ist (Rolle: Stephen Green) (6 Vorstellungen)
- 2019: Komödie Frankfurt: Was dem einen recht ist (Rolle: Stephen Green)
- 2019: Komödie im Bayerischen Hof München: Sonny Boys (Rolle: Ben)